# Set Me Free (альбом Меріон Райвен)
«Set Me Free» – дебютний північноамериканський і Європейський альбом норвезької співачки Меріон Райвен, що вийшов на інді-лейблі Eleven Seven Music. Альбом охоплює суміш свіжих та раніше випущених треків, з деякими переглянутими версіями, з азійського і скандинавського дебютного альбому співачки «Here I Am». Альбом вийшов у Німеччині та Великій Британії, з цифровим релізом на голландській і американської версії iTunes. Interscope випустив альбом в Канаді, де Райвен виступала в десяти канадських містах, це була перша частина березневого туру 2007 Arena Tour Meat Loaf.

## Сингли
- "Falling Away" – вийшов як сингл 11 квітня 2007 року в Європі і Канаді, 12 червня в США.
- "Break You" – родом з попереднього альбому Меріон, вийшов як рекламний сингл 16 квітня 2007 року у Великій Британії.

## Композиція
- Пісні "Break You", "Crawl", "Here I Am", "For You I'll Die" та дует "At the End of the Day" вперше вийшли 2005 року в міжнародному дебютному альбомі співачки «Here I Am», а перезаписані версії "Heads Will Roll", "13 Days", "All I Wanna Do Is You" та акустична версія "Let Me Introduce Myself", які передували альбомові з'явившись в мініальбомі «Heads Will Roll», що вийшов 31 жовтня 2006 року.
- "13 Days" – це єдиний спільний трек, який вийшов без будь-яких змін в обох альбомах «Here I Am» та «Set Me Free», а також мініальбомі «Heads Will Roll».
- "For You I'll Die" – композиція натхненна коханням Джима Моррісона та Памели Курсон, в поєднанні з їх бурхливими відносинами, розставаннями і примиреннями. Меріон написала баладу після прочитання біографії американської співачки[1][2].
- Райвен написала дует "At The End Of The Day", в якому представлені спільні зусилля з Art Alexakis з Everclear, в пам'ять про перше кохання співачки.
- Акустична версія "Let Me Introduct Myself" – це прихований трек альбому, який виходить через 40-50 секунд після "All I Wanna Do Is You". Райвен заперечує, що ця пісня має відношення до дружини Зака Генсона – Кейт Генсон.

## Сприйняття
- Townsend Records похвалили альбом за те, що він "гарячий, напружений і сердечний"[3].
- Німецький сайт Soundbase-online подарував альбому 9 з 12 зірок, високо оцінивши здатність співачки випромінювати свої почуття через пісні.
- Max.de хвалив Райвен за використання життя в якості натхнення для її музики і за те, що вона справжня поп-артистка.
- Mix1.de високо оцінив суміш серцевих histronics of grief та ілюзій в багатьох треках альбому.
- Гаррі Холгейт похвалив вокальні здібності Меріон нарівні з Келлі Кларксон та Авріл Лавін, а також високо оцінив інвективну природу Райвен, як кращу, ніж в будь-якої з них. Тим не менш «Set Me Free» був підданий критиці за його довге створення та відсутність постійної групи, ставлячи під сумнів рішення співачки покинути Atlantic Records[4].

## Список композицій
| №   | Назва                     | Автори                                                    | Тривалість |
| --- | ------------------------- | --------------------------------------------------------- | ---------- |
| 1.  | "Set Me Free"             | Marion Raven, Nikki Sixx, DJ Ashba                        | 3:52       |
| 2.  | "Falling Away"            | Raven, Freddy Wexler, Arthur Lafrentz Bacon, Harris Doran | 3:31       |
| 3.  | "Crawl"                   | Raven, Danielle Brisebois, Jimmy Harry                    | 3:49       |
| 4.  | "Here I Am"               | Raven, Max Martin, Rami                                   | 3:52       |
| 5.  | "Thank You for Loving Me" | Raven, DJ Ashba                                           | 4:12       |
| 6.  | "13 Days"                 | Raven, Chantal Kreviazuk, Raine Maida                     | 3:07       |
| 7.  | "Break You"               | Martin, Dr. Luke                                          | 3:12       |
| 8.  | "Heads Will Roll (EP)"    | Raven, Siham Shnurov, Nikki Sixx, James Michael           | 3:19       |
| 9.  | "For You I'll Die"        | Raven                                                     | 4:53       |
| 10. | "At the End of the Day"   | Raven, Art Alexakis                                       | 4:04       |
| 11. | "All I Wanna Do is You"   | Raven, Keith Nelson, Siham Shnurov                        | 3:10       |

### Бонусні треки Європейського видання
| №   | Назва                                | Автори | Тривалість |
| --- | ------------------------------------ | ------ | ---------- |
| 12. | "Let Me Introduce Myself" (Acoustic) | Raven  | 3:12       |

#### Розширена версія альбому містить відеокліп на сингл "Falling Away".
- Альбом був доступний на американському і Європейському iTunes 26 червня 2007 року, але його онлайн-реліз був офіційно анонсований на MySpace Меріон від 28 липня 2007 року. В iTunes-версії альбому немає акустичного треку "Let Me Introduce Myself".